# (30221) LeDonne
(30221) LeDonne est un astéroïde de la ceinture principale d'astéroïdes.

## Description
(30221) LeDonne est un astéroïde de la ceinture principale d'astéroïdes. Il fut découvert le 7 avril 2000 à Socorro (Nouveau-Mexique) par le projet LINEAR. Il présente une orbite caractérisée par un demi-grand axe de 2,30 UA, une excentricité de 0,17 et une inclinaison de 8,3° par rapport à l'écliptique.

## Compléments